# Sasha Compère
Sasha Compère est une actrice américaine. Elle est principalement connue pour ses rôles dans The Dead Girls Detective Agency (2018) et Miracles Workers (2019).

## Biographie
Sasha Compère est originaire de Detroit, dans le Michigan et est d'origine haïtienne. Sa mère et son père sont tous deux originaires d'Haïti.

## Filmographie

### Cinéma
- 2012 : Coming of Age Films : Claire Kathy
- 2019 : Ad Astra : Membre de l'équipe[2]
- 2020 : Le goût du vin : Tanya
- À venir : Seven Days : Carrie

### Télévision
- 2011–2012 : CollegeHumor Originals : Rôles divers
- 2013 : Rizzoli & Isles : Bailey
- 2013 : Crowned : Winnie
- 2014 : Community : Gwen Ridley
- 2014 : Young & Hungry : Cheryl
- 2016 : The Real O'Neals : Fille #2
- 2016 : Gilmore Girls : Une nouvelle année : Polly
- 2018 : Reverie : Casey Hathaway
- 2018–2019 : The Dead Girls Detective Agency : Ali Esser (22 épisodes)
- 2019 : Miracle Workers : Laura (7 épisodes)
- 2020 : Love Life : Mallory (10 épisodes) [3],[4]